# Hamburgisches Kolonialinstitut
Das Hamburgische Kolonialinstitut war die erste staatliche Hochschule in der Hansestadt Hamburg. Es wurde am
20. Oktober 1908 eröffnet. Das Institut hatte von Anfang an mehr Aufgaben, als sein historischer Name erkennen lässt. Bereits bei seiner Gründung 1908 stand dahinter die Vision einer öffentlichen Universität. Nach dem Ersten Weltkrieg entstand aus wissenschaftlichen Instituten des Kolonialinstitutes und in dessen 1911 fertiggestellten Vorlesungsgebäude ein Teil der Universität Hamburg.

## Geschichte

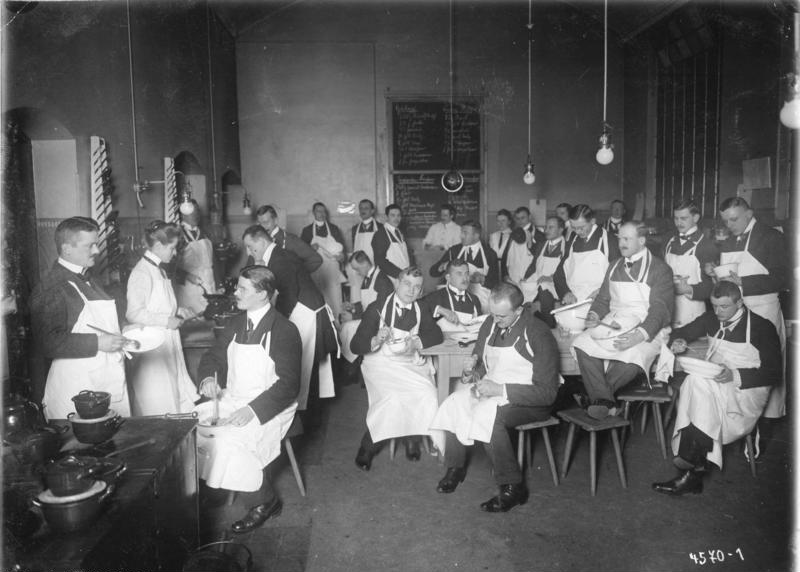
Kochkurs am Kolonialinstitut 1921 unter Leitung des Prof. Fülleborn

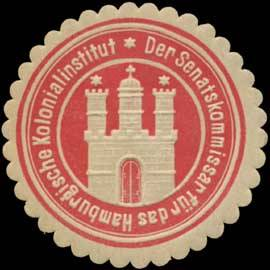
Siegelmarke Hamburgisches Kolonialinstitut

Schon seit den 1820er-Jahren gab es in Hamburg Überlegungen, eine eigene Universität zu gründen. Diese Idee war während des 19. Jahrhunderts zwar politisch nicht umsetzbar, wirkte aber fort. Zu den Fürsprechern einer Universitätsgründung zählte um 1900 auch der damalige Leiter der Hamburgischen Oberschulbehörde Werner von Melle, später Erster Bürgermeister. Seiner Absicht standen jedoch Vorbehalte hinsichtlich des Bedarfs und der Kosten einer Universität in der kaufmännisch geprägten Hafenstadt Hamburg entgegen.

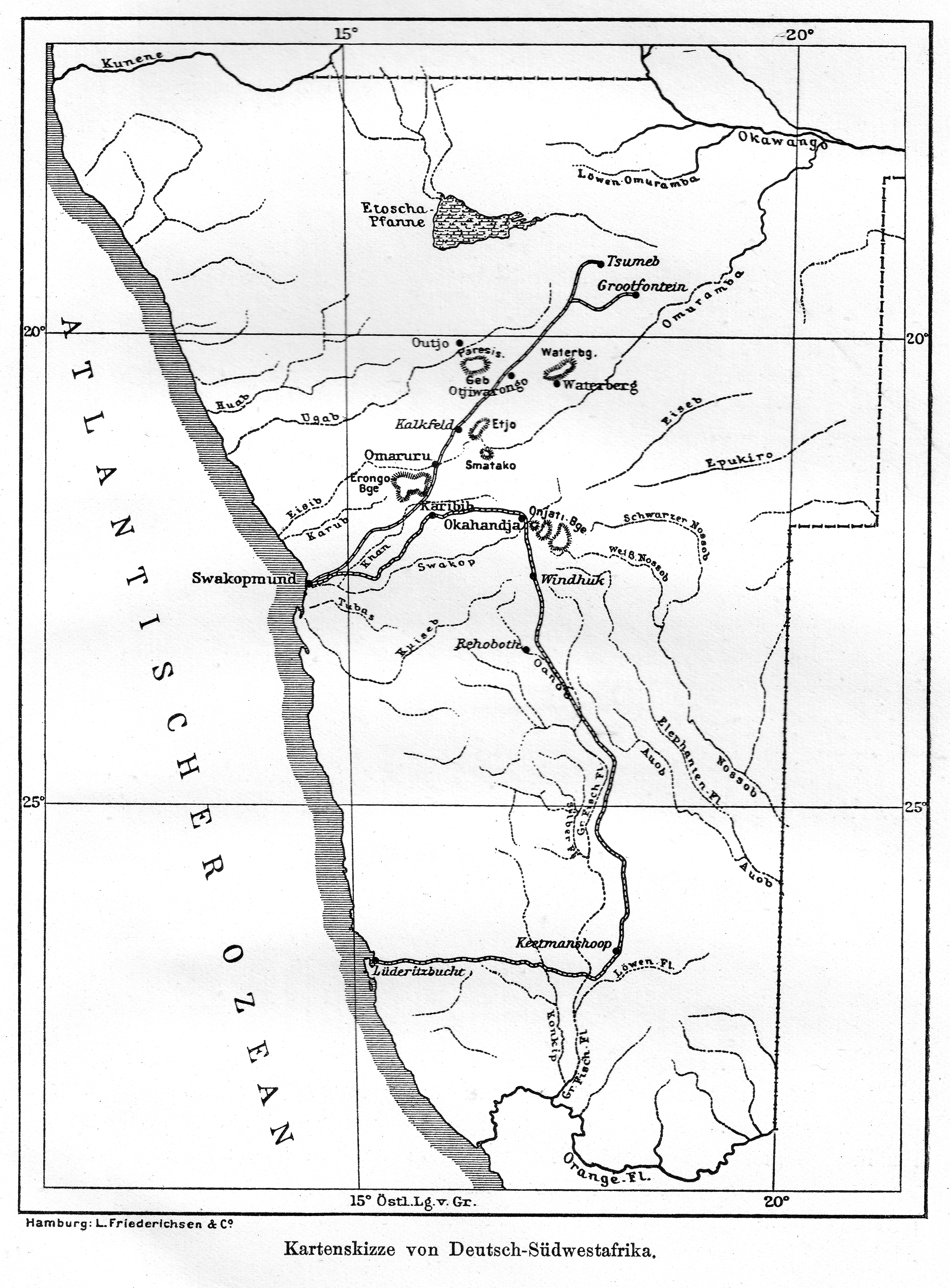
Bezeichnungen wie "Löwen-Fluss" und "Elephanten-Fluss" auf einer Karte in den Abhandlungen des Kolonialinstituts von 1915 sollen ein attraktives Bild von Deutsch-Südwestafrika vermitteln.

Zu Beginn des 20. Jahrhunderts wuchs in Hamburg das Interesse an einem Allgemeinen Vorlesungswesen, das auf Wissensvermittlung für die gebildete erwachsene Bevölkerung Hamburgs zielte. Zur Förderung dessen wurde 1907 die Hamburgische Wissenschaftliche Stiftung gegründet. Aus den Zinserträgen des gespendeten Stiftungskapitals – vier Millionen Mark – sollten zusätzliche Professoren- und Dozentenstellen für das Allgemeine Vorlesungswesen, ferner auch Ausstellungen, Forschungsreisen und wissenschaftliche Veröffentlichungen finanziert werden.
Zu jener Zeit erfuhr Senator von Melle von Plänen des Berliner Reichskolonialamtes, einen neuen Lehrstuhl zur Verbesserung der Ausbildung von Personal für die damaligen deutschen Kolonien zu etablieren. Um diese Professorenstelle für Kolonialwissenschaften, verbunden mit finanziellen Mitteln aus der Reichskasse, in Hamburg ansiedeln zu können, entwickelte von Melle zusammen mit Hamburger Gelehrten ein Konzept. Das Berliner Projekt sollte mit den Hamburger Plänen gebündelt werden. Durch die Schaffung eines akademischen Institutes sollten neue Professorenstellen zugleich auch die Basis für das allgemeine Vorlesungswesen in Hamburg verbreitern.
Das Hamburger Konzept, in der Stadt bestehende Einrichtungen zu einem Kolonialinstitut auszubauen, überzeugte den Leiter des Reichskolonialamtes Bernhard Dernburg. Dieser erwartete, dass am Überseehandelsplatz Hamburg auch Kaufleute an den Kursen teilnehmen würden. Dernburg setzte sich im Berliner Reichstag für Hamburg ein. Nach weiteren Verhandlungen, auch unter Einbezug des Reichsmarineamtes, wurde am 21. Januar 1908 eine entsprechende Vereinbarung abgeschlossen. Der Senat und die Hamburgische Bürgerschaft gründeten dann das Institut per Gesetz vom 6. April 1908.
Eine Spende des Kaufmanns Edmund Siemers ermöglichte den Bau eines Gebäudes für das Allgemeine Vorlesungswesen auf einem Grundstück an der Moorweide zwischen dem damaligen Wilhelm-Gymnasium (heute: Altbau der Staatsbibliothek) und dem Bahnhof Dammtor. 1908 entworfen, wurden die Pläne für den Bau, die Erweiterungen, das Vorlesungswesen und die Aufnahme des Kolonialinstituts überarbeitet. Es wurde 1911 bezugsfertig und am 13. Mai 1911 übergeben.

## Forschung und Lehre

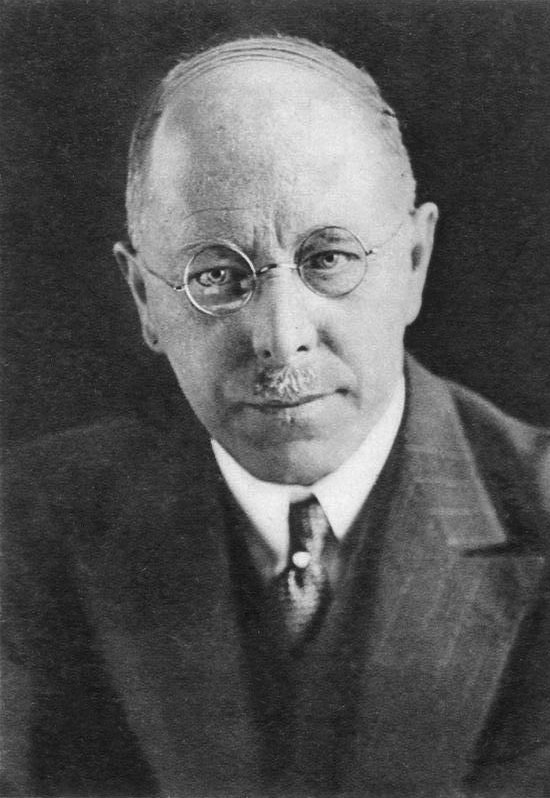
Lehrte von 1908 bis 1913 am Kolonialinstitut: Der Islamwissenschaftler und spätere preußische Kultusminister Carl Heinrich Becker

Nur zu Anfang war der Unterricht eingeschränkt, ausgerichtet auf die Bedürfnisse einer Tätigkeit in den deutschen Kolonien in Afrika, Asien und Ozeanien. Schon bald nach seiner Gründung entwickelte sich das Kolonialinstitut inhaltlich weiter, zunächst zu einem allgemeinen Institut für Auslandskunde. Diese Ausweitung setzte sich fort, sie ging mit einem Anwachsen der Anzahl ordentlicher Professoren und Institute einher. Waren es anfangs nur zwölf Professoren, so bestand der Lehrkörper im Jahre 1914 bereits aus 23 Professoren und 63 Dozenten: für Völkerkunde, Geschichte, deutsche Sprachwissenschaft, englische Sprache und Kultur, romanische Sprachen und Kultur, Sprachen und Geschichte Ostasiens, Sprachen und Geschichte des Orients, afrikanische Sprachen, Physik, Sprache und Kultur Japans, Geschichte und Kultur Indiens, Geschichte und Kultur Russlands, Geographie, Geologie, Mineralogie, Astronomie, Zoologie, allgemeine Botanik, angewandte Botanik, Tropenmedizin, Nationalökonomie, Öffentliches Recht, Philosophie.
Der Unterricht erfolgte in hochschulmäßiger Form, gegliedert in Vorlesungen, praktische Kurse und Übungsseminare. Nicht sehr zahlreich war und blieb allerdings die Hörerschaft. Bei der Gründung im Wintersemester 1908/09 gab es 56 eingeschriebene Hörer, bei Kriegsbeginn 1914 waren es 109 Hörer, die einem zweisemestrigen Lehrplan zur Vorbereitung auf koloniale Aufgaben folgten. Die aus Berlin entsendeten Kolonialbeamten und die erwarteten Hamburger Kaufleute kamen nur in geringer Zahl (bis zu 20 Personen aus Berlin pro Jahr; Kaufleute so gut wie gar nicht). Auch auswärtige Studenten folgten kaum, da Gastsemester am Kolonialinstitut nur von wenigen Universitäten anerkannt wurden. Damit blieben die Hörerzahlen hinter den Erwartungen der Planer zurück. Bis zu dreimal größer war hingegen in allen Jahren die Anzahl von Hospitanten, die einzelne Vorlesungen zum Zwecke der persönlichen Weiterbildung besuchten.
Zur Unterstützung der Lehre im Kolonialinstitut wurde ab 1908 eine zentrale Sammelstelle für Dokumente und Informationen aus den deutschen Kolonien und deren wissenschaftliche Aufarbeitung eingerichtet. Diese Zentralstelle des Instituts erweiterte die Sammel- und Auskunftstätigkeit ihres Pressearchivs schon bald auf die gesamte Weltwirtschaft.
Das Kolonialinstitut gab die Schriftenreihe Abhandlungen des Hamburgischen Kolonialinstituts heraus.

## Nachwirkung
Mit dem Ersten Weltkrieg endete Deutschlands kurze Zeit als Kolonialmacht, die 1884 begonnen hatte. Damit verlor das Hamburgische Kolonialinstitut eine seiner Aufgaben, vor allem aber entfiel die Zweckangabe in seinem Namen. Fortbestehen blieben die wissenschaftlichen Institute und ihre akademischen Aufgaben. Aus ihnen entstanden ab 1919 verschiedene Teile der Universität Hamburg, unter anderem das heutige Asien-Afrika-Institut. Die vormalige Zentralstelle wurde zu einem Archiv und Bibliothek zur Weltwirtschaft, die ab 1945 außerhalb der Universität als Hamburgisches Welt-Wirtschafts-Archiv fortgeführt wurde, bevor es zum 1. Januar 2007 in der Deutschen Zentralbibliothek für Wirtschaftswissenschaften (ZBW) aufging. 
In der Nacht vom 31. Oktober zum 1. November 1968 stürzten Studenten der Universität Hamburg zwei Denkmäler vor dem Hauptgebäude der Universität, es handelt sich um die der beiden Kolonialoffiziere Hermann von Wissmann (1853–1905) und Hans Dominik (1870–1910).